# Dicyclophora persica
Dicyclophora persica är en flockblommig växtart som beskrevs av Pierre Edmond Boissier.
Arten är en ettårig ört som förekommer i Iran. Den är ensam art i släktet Dicyclophora.